# Karl Benedikt Frej
Karl Benedikt Frej je švedsko-nemački ekonomista i ekonomski istoričar. On je Diter Švarcov vanredni profesor veštačke inteligencije i rada na Oksfordskom internet institutu i član Mensfild koledža Univerziteta u Oksfordu. Takođe je direktor programa za budućnost rada i stipendista Oksford Martin Citija u školi Oksford Martin.

## Karijera
Nakon studija ekonomije, istorije i menadžmenta na Univerzitetu u Landu, Frej je završio doktorat na Maks Plank institutu za inovacije i konkurenciju 2011. Potom se pridružio školi Oksford Martin, gde je osnovao program o budućnosti rada uz podršku Sitigrupe. Između 2012. i 2014. predavao je na Katedri za ekonomsku istoriju Univerziteta Land.
Godine 2012, Frej je postao ekonomski saradnik na Nafild koledžu i viši saradnik na Institutu za novo ekonomsko razmišljanje, oba pri Univerzitetu u Oksfordu. On je i dalje viši saradnik Odeljenja za ekonomsku istoriju na Univerzitetu u Landu i član Kraljevskog društva za podsticanje umetnosti, proizvodnje i trgovine (RSA). Godine 2019, pridružio se Savetu za globalnu budućnost Svetskog ekonomskog foruma o Novoj ekonomskoj agendi, kao i Bretonvudskom komitetu. Godine 2020, postao je član Globalnog partnerstva za veštačku inteligenciju (GPAI) – inicijative sa više zainteresovanih strana za vođenje odgovornog razvoja i upotrebe AI, čiji je domaćin OECD.